# ハオルシア属
ハオルシア属 (Haworthia)はアロエに近い単子葉植物の1群である。葉が多肉になった多肉植物で、多くの種が観賞用に栽培される。

## 概説
この群は以前はアロエ科とされていたもので、元来はアロエ属に含めたものを幾つかの特徴から分離したものである。この類ではもっとも小型のもので、茎はごく短く、多肉化した葉を密生する。葉には柔らかなものも硬いものもあるが、その形が多様で、また突起を持つものが多く、その面白さから多肉植物として栽培鑑賞されるものが多い。原産地は南アフリカで、この特定の地域に種が集中している。

## 特徴
小型の多年生草本で多肉植物。茎はないか、あるいはごく短い。葉は厚みがあり、瓦重ね式に多数がロゼット状に出る。葉には表面に突起を持つものが多く、また背面中軸上にはしばしば竜骨を持つ。時に葉緑体を欠いた窓を持つものがある。
花は緑色や褐色の条紋のある白い花で、総状花序か円錐状花序を為す。大抵は小さい目立たない花である。花被は筒を形成し、その先端は3片ずつの2群に分かれて二唇形になる例が多い。雄蘂は6個で葯は背面で花糸につく。果実は蒴果で三弁があって胞背裂開する。
なお、葉に透明な窓を作るのは乾燥への適応の例で、代表的なものは H. truncata （玉扇）に見られる。この植物では二列互生する葉の先端が水平に切断されたようになっており、この面が磨りガラス状の窓になっている。自生地では乾燥期には植物体は全体が地下に埋まり、この窓だけが地表に姿を出している。つまり植物体を空気にさらすことなく光は取り入れられるというもので、類似の例はメセンと呼ばれるメセンブリアンテマ類(Mesembryanthemum complex)にも見られる。

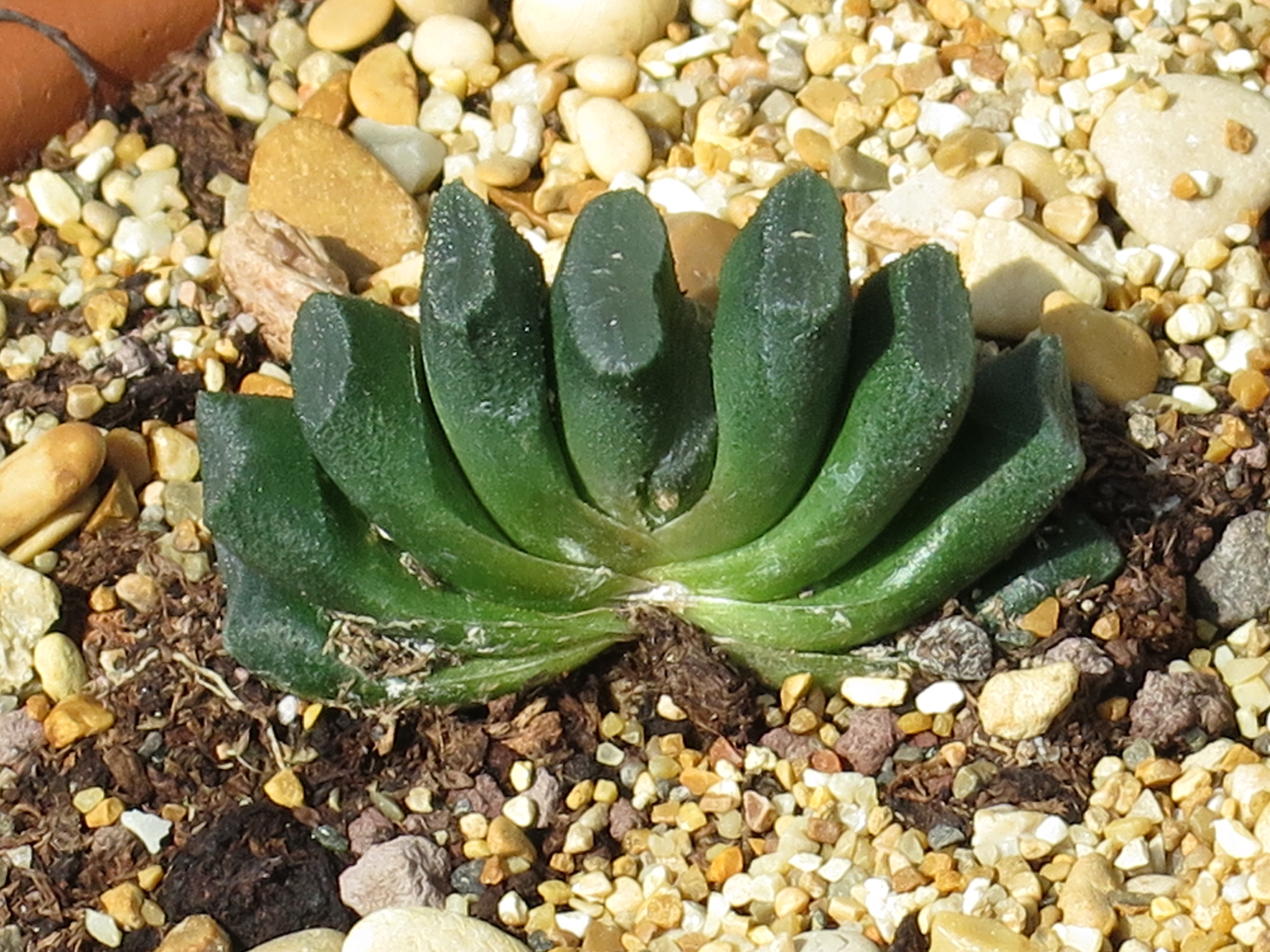
Haworthia truncata 植物の形
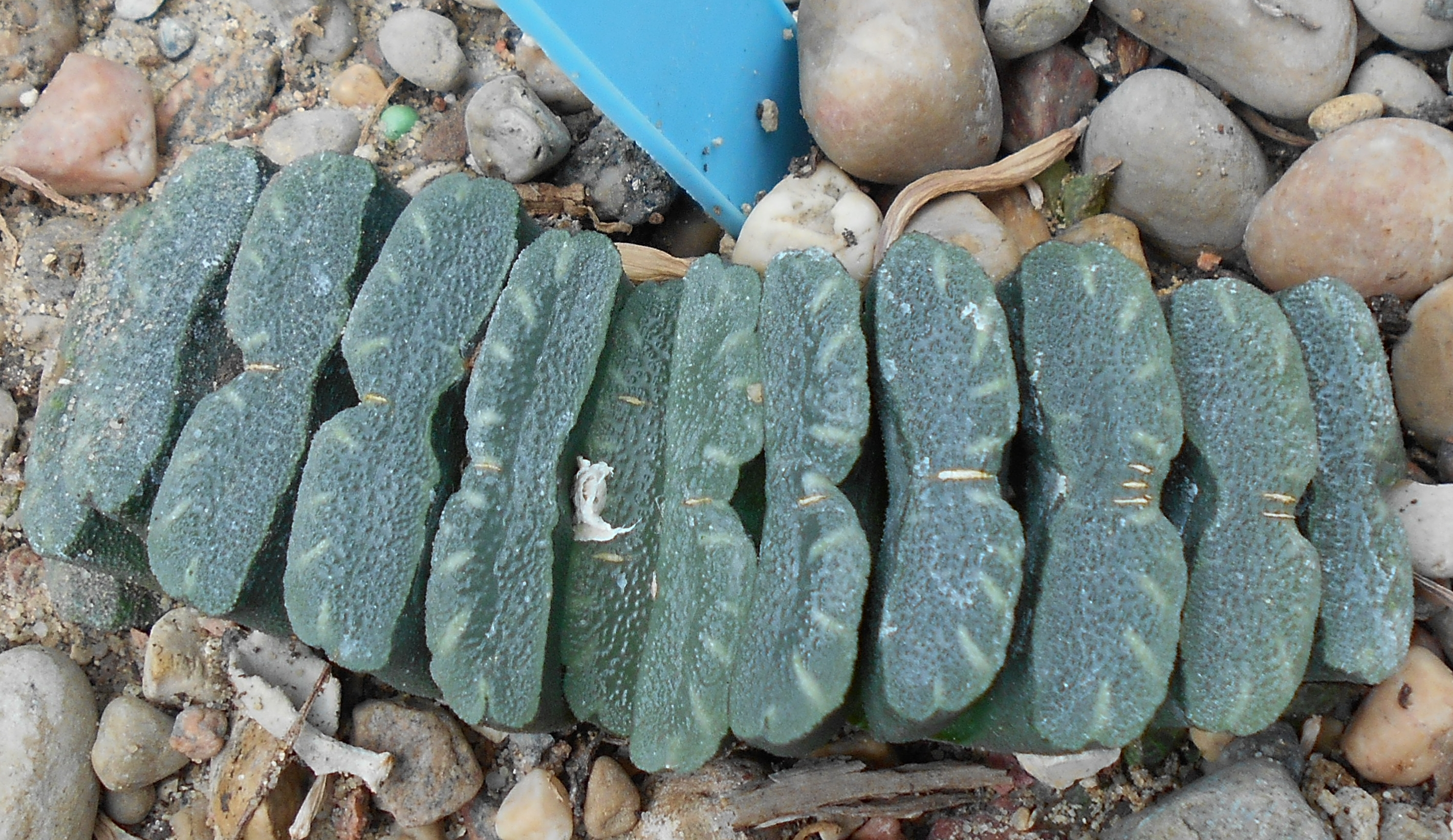
同、地表には「窓」の面のみが出る。
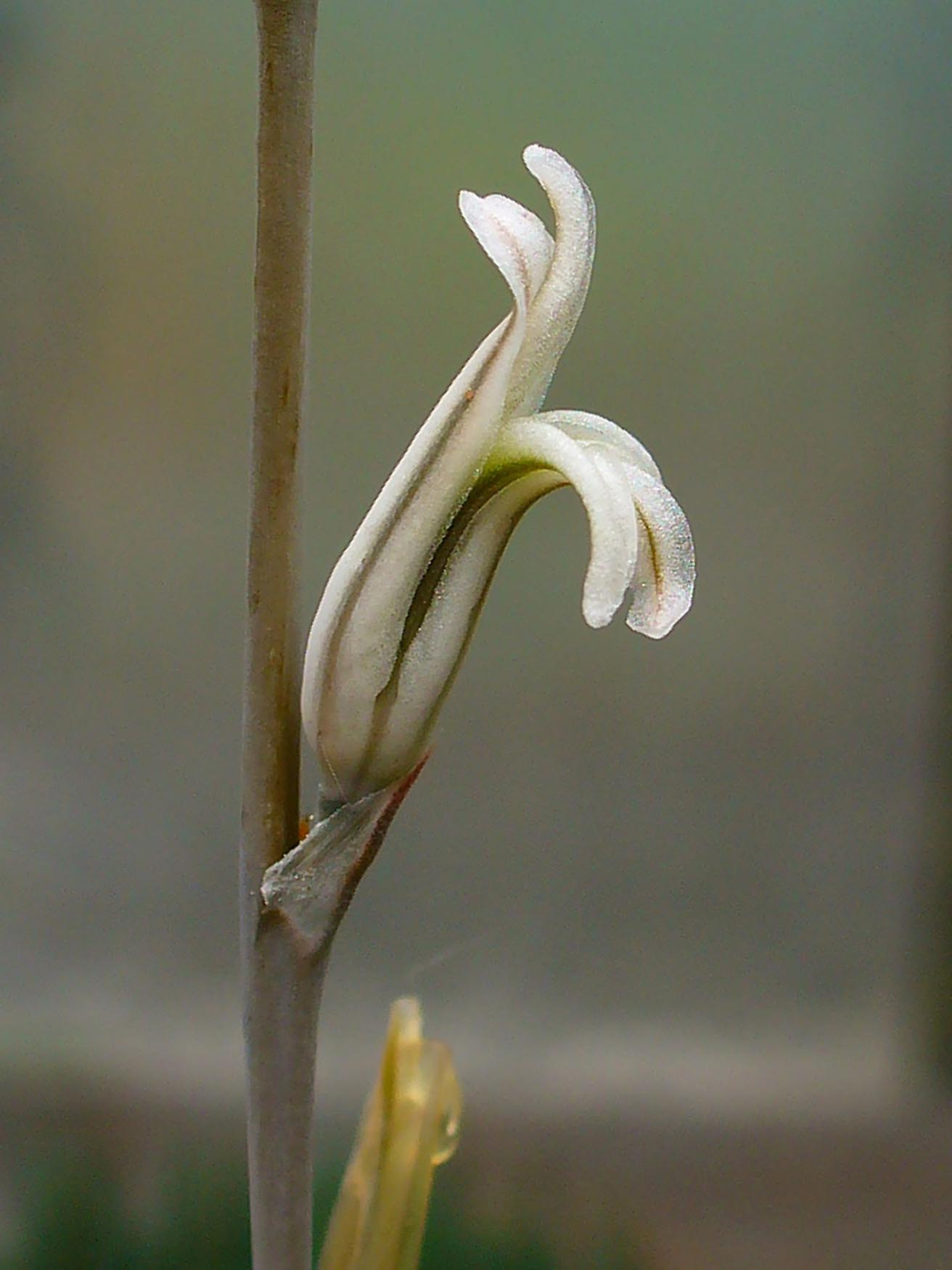
同・花 二唇形になっている。

学名はイギリスの植物学者で多肉植物の権威であったハワース(A. H. Haworth, 1768-1833)にちなんでいる。和名は見あたらず、学名の仮名読みも確定していないようである。ハオルシアの他にもハオルチア、ハウォルチア、ハウォルティアやハワーシアなども見られる。

## 分布域と生育環境
南アフリカのケープ地方にほぼその分布は限定される。特にケープ州の海岸に近い地域にあるリトル・カルーと内陸のグレート・カルーに多くの種が集中して自生しており、これらの地域から離れるほどその種数は少なくなる。一部の種はトランスバール、ナミビア、スワジランド、ナタールまで分布することが知られる。砂礫質の地表で日陰であっても明るい地を好む。アロエ属よりは水分の多い腐植土の所に生育するとも。

## 分類
古くはアロエ属に含めていたが、花被片が2群に分かれる二唇形になることなどの特徴によって独立属とされた。アロエ科にまとめられた属は本属を含めて7属あったが、それらは類縁性が高く、属間雑種も人工的には作られる。
本属の下位分類には混乱が多く、400種以上が記載され、一頃は実際にあるのは150種ほどと言われた。しかしその後に研究が進み、60種ほどと言われる。野外においても種間雑種を見ることがあり、地方変異も多いという。
以下の3亜属に分ける説がある。
- subgenus Haworthia：花被片は二唇形でその基部が三角から丸みのある形。45種。
- subgenus Hexangulares：花被片は二唇形で花筒は曲がり、基部は次第に細まって花柄に続く。17種。
- subgenus Robustipedunculares：花被片は放射相称、花筒はまっすぐで、その基部は急に花柄に続く。5種。

### 代表的な種

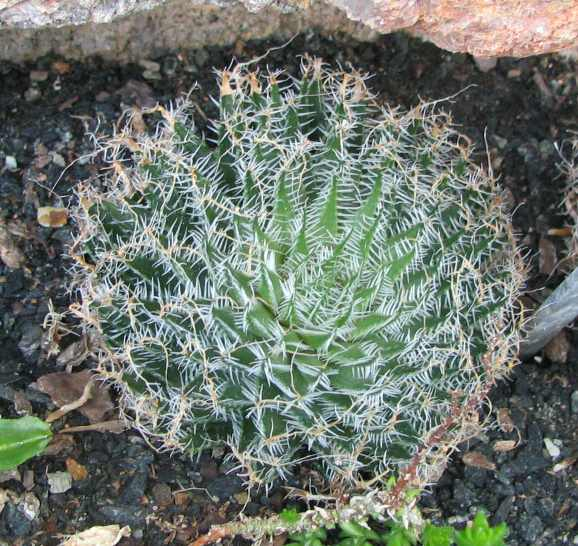
H. arachnoidea

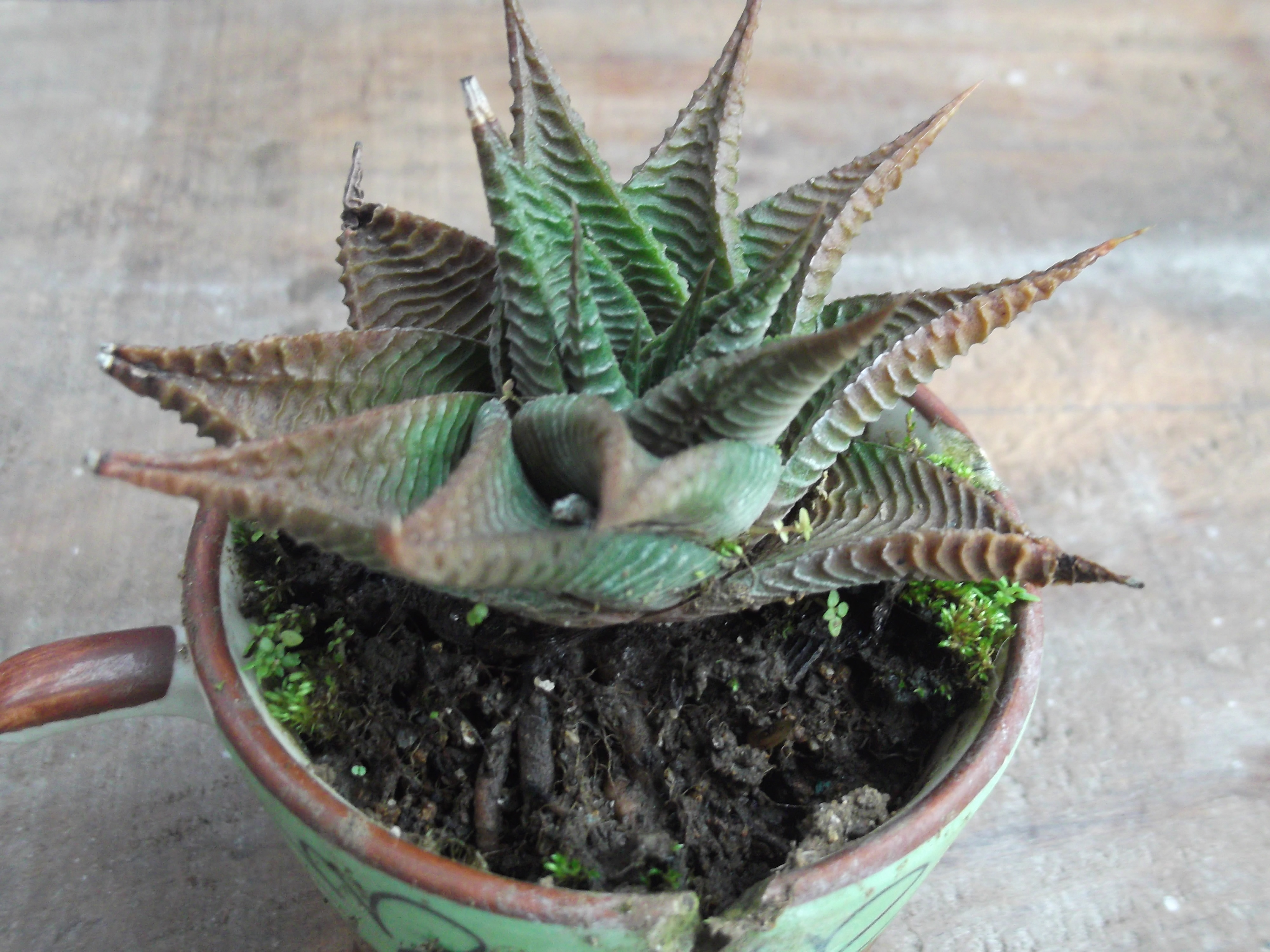
H. limifolia：瑠璃殿

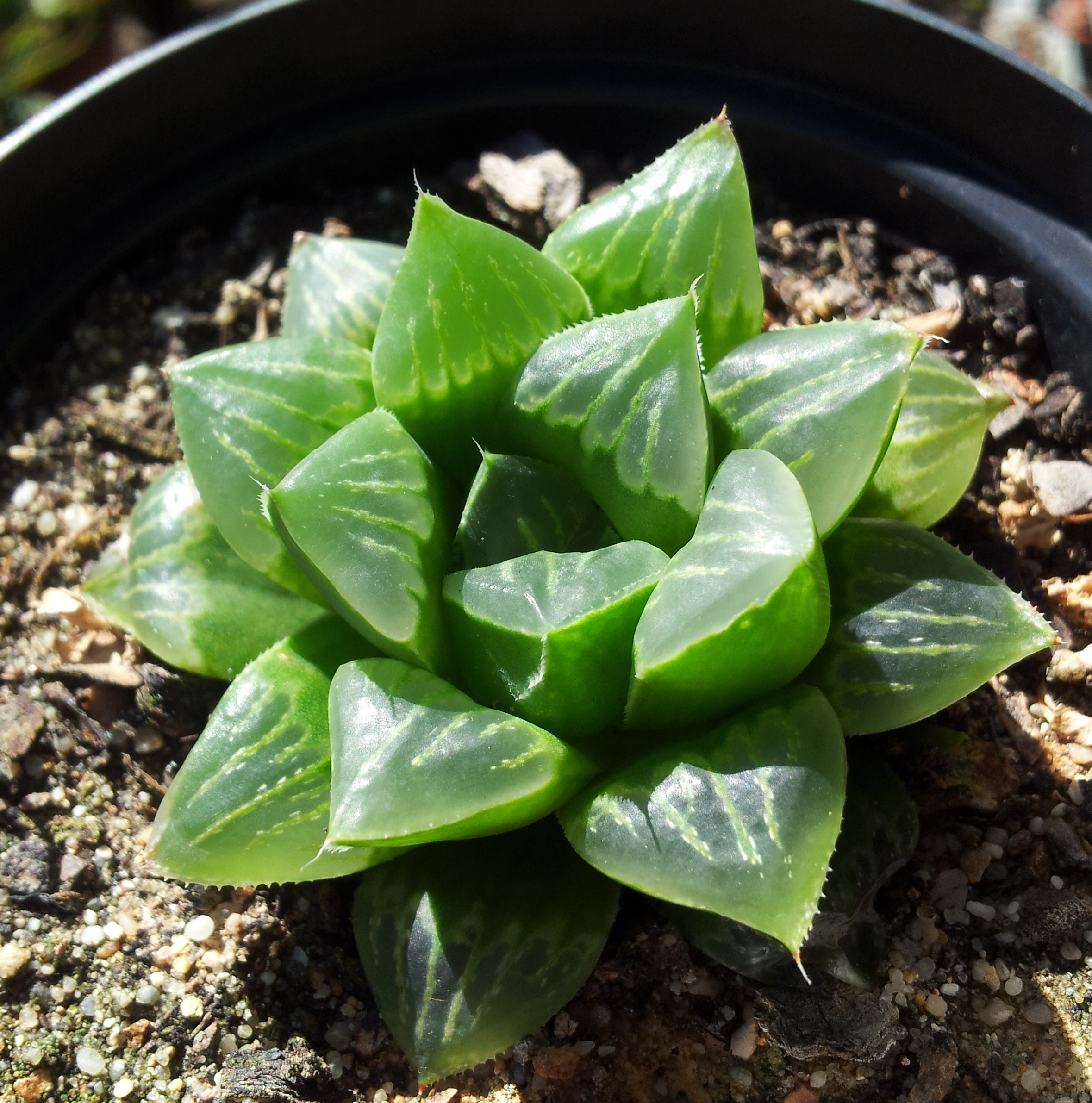
H. retusa：寿

- Hawworthia
  - H. arachnoidea
  - H. atrofusca
  - H. badia
  - H. batesiana
  - H. blackberadiana
  - H. blackburniae
  - H. bolusii：曲水
  - H. chloracanta：星紫
  - H. coarctata：鷲の爪
  - H. omptoniana
  - H. correcta
  - H. cymbiformis
  - H. dekenachii
  - H. emelyae
  - H. fasciata：十二の巻
  - H. ferox
  - H. glauca
  - H. koelmaniorum
  - H. limifolia：瑠璃殿
  - H. lockwoodii
  - H. longiana
  - H. magnifica
  - H. maraisii
  - H. margaritifera
  - H. marginata：瑞鶴
  - H. maughanii：万象
  - H. nigra
  - H. picta
  - H. pygmaea
  - H. reinwardtii
  - H. retusa：寿
  - H. scabra
  - H. settata
  - H. starkiana
  - H. tenera
  - H. torrtuosa
  - H. truncata：玉扇
  - H. venosa
  - H. viscosa

## 利用
その姿の面白さから多肉植物として観賞栽培され、愛好家の間で人気がある。園芸の方面ではこの類の分類として硬葉系と軟葉系、及び中間系に分けることが行われてきた。上記の玉扇は軟葉系のもので、同様に窓を持つ種は他にもある。他方で硬葉系のものでは葉の表面、表裏共に白い疣状や輪状、断線状などの小さな突起が出るものが多く、この類の鑑賞価値を高めるものとなっている。特に H. fasciata （十二の巻）は日本にも古くに渡来して広く普及しており、一般にも広く知れ渡った存在になっている。